# اینترپرایز پروداکتس
اینترپرایز پروداکتس (انگلیسی: Enterprise Products) شرکت نفت و گاز آمریکایی است، که در زمینه احداث خط لوله، صنایع پتروشیمی، پالایش نفت تولید نفت خام، گاز طبیعی و ال‌ان‌جی فعالیت می‌کند. 
شرکت اینترپرایز پروداکتس در سال ۱۹۶۸ توسط دان دانکن تأسیس شد و در حال حاضر مالک ۸۲٫۰۰۰ کیلومتر خط لوله، ۱۹ مجتمع پتروشیمی، ۹ پالایشگاه نفت، ۷ کارخانه شیمیایی، ۲۶ پالایشگاه گاز، ۷ سکوی نفتی فراساحلی و ۳ ترمینال صادرات/واردات فرآورده‌های نفتی می‌باشد.
دفتر مرکزی این شرکت در ساختمان اینترپرایز پلازا، در شهر هیوستون، تگزاس، ایالات متحده آمریکا قرار دارد و بخشی از سهام آن در بازار بورس نیویورک معامله می‌شود.